# Éturqueraye
Éturqueraye är en kommun i departementet Eure i regionen Normandie i norra Frankrike. Kommunen ligger i kantonen Routot som tillhör arrondissementet Bernay. År 2022 hade Éturqueraye 303 invånare.

## Befolkningsutveckling
Antalet invånare i kommunen Éturqueraye
Referens:INSEE